# Camponotus baynei
Camponotus baynei é uma espécie de inseto do gênero Camponotus, pertencente à família Formicidae.